# 鵜森神社
鵜森神社（うのもりじんじゃ）は、三重県四日市市浜田地区にある神社。神紋は左三巴。敷地面積は1219坪。

## 由緒
浜田武士関係と赤堀地区の地域仏教祈願と子孫繁栄のご利益が信じられている神社。浜田城主由来の軍事神社。浜田城の跡地に立地。江田神社と鵜森大明神の名称が戦国時代の浜田武士による赤堀関係の地域祈願時代にあった。浜田武士の家臣が滅亡した田原家の城主家柄の戦死者を供養する鵜森大明神を江戸時代初期頃の慶長期に建立した。令和初期に浜田地区自治会が賽銭泥棒対策をした。令和元年に警察官活躍関係の列島警察捜査網ＴＨＥ追跡 2019秋の事件簿2019年10月05日(土)放送のテレビ番組取材があり防犯カメラを設置して神社参拝関係の社務所を管理。

## 祭神
- 天照大御神
- スサノオノミコト
- 菅原道真
- 浜田家の初代田原忠秀の先祖の藤原秀郷と二代目田原藤綱と三代目田原元綱と四代目田原重綱など浜田氏代々当主の霊

## 田原稲荷大明神
- 保食守
- 猿田彦神社守護霊
- 大宮能売命
- 4月9日に田原稲荷祭りを実施

## 文化財
重要文化財

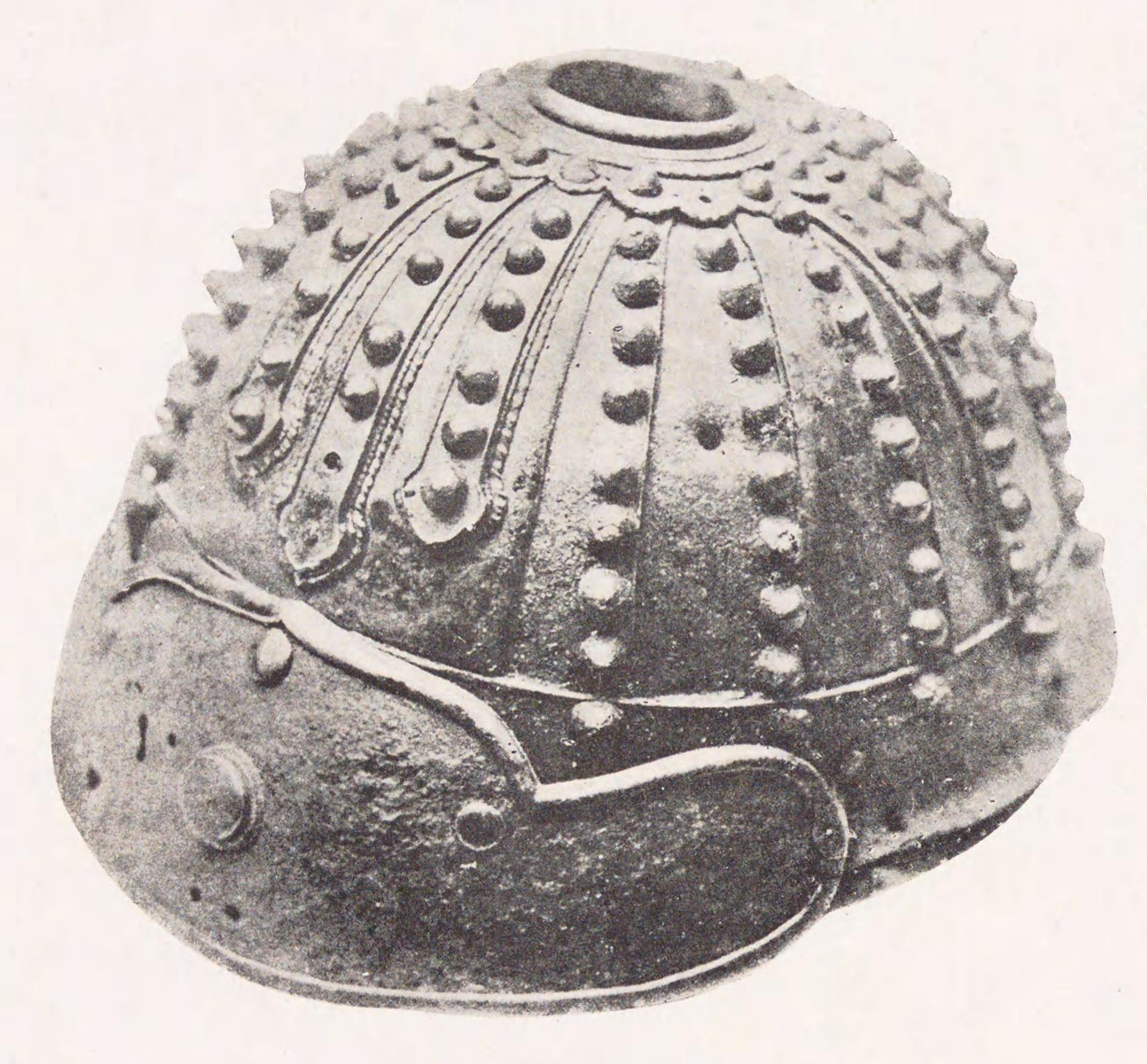
十六間四方白星兜鉢（重要文化財）

- 十六間四方白星兜鉢 - 1955年（昭和30年）2月2日指定、平安時代末期の作で藤原秀郷所用とされ、田原家に伝来した[3][4]。

## 交通
- 近鉄名古屋線 近鉄四日市駅から徒歩4分